# Ленокс-Хилл
Ле́нокс-Хилл (англ. Lenox Hill) — квартал в районе Ист-Сайд в Мидтауне боро Манхэттен, Нью-Йорк. Ленокс-Хилл ограничивается 60-й и 77-й улицами, Пятой и Лексингтон-авеню. Квартал находится под юрисдикцией 8-го общественного совета Манхэттена.

## История
Квартал получил своё название по фамилии шотландского дельца Роберта Ленокса (1759—1839). Он владел участком площадью 30 акров (120 000 м²), находившимся между нынешними Четвёртой и Пятой авеню и между 68-й и 74-й улицами. Он получил название Ленокс-Фарм (англ. Lenox Farm). Поместье было выстроено на возвышении, находящемся между 5-й и Мэдисон-авеню и между 70-й и 71-й улицами.
Со смертью Роберта Ленокса участок перешёл по наследству его сыну, Джеймсу Леноксу. Он поделил ферму на участки и распродал их в 1860-70-х годах различным благотворительным организациям. Так, Нью-Йоркская объединённая теологическая семинария получила земельный участок между 69-й и 70-й улицами, Немецкий благотворительный диспансер (ныне Больница Ленокс-Хилл, англ. Lenox Hill Hospital) — участок на 77-й улице, Пресвитерианский госпиталь — участок между 70-й и 71-й улицами и между Парк-авеню и Мэдисон-авеню, Госпиталь Ханеманна, ныне несуществующий, — между 67-й и 68-й улицами на Парк-авеню. 20 января 1870 года легислатурой штата Нью-Йорк был принят указ о создании библиотеки, названной в честь Джеймса Ленокса. Ныне её фонды входят в Нью-Йоркскую публичную библиотеку, а на её месте в 1912-14 годах возведён особняк Генри Клея Фрика, в котором хранится всемирно известная Коллекция Фрика. В 1880 году на пересечении 66-й улицы и Парк-авеню был возведён Арсенал 7-го полка, являющийся ныне одним из старейших зданий в верхнем Ист-Сайде. В том же десятилетии началась массовая застройка района жилыми особняками.
Кооперативные квартиры класса люкс в особняках 1910-20-х годов постройки ныне пользуются высоким спросом. На Пятой, Лексингтон- и Мэдисон-авеню, проходящих через квартал, расположено множество бутиков, художественных галерей и пятизвёздочных отелей. Одними из наиболее заметных достопримечательностей Ленокс-Хилла являются Музей американского искусства Уитни и упомянутая выше Коллекция Фрика.

## Население
По данным на 2009 год, численность населения квартала составляла 67 122 жителя. Средняя плотность населения составляла около 35 960 чел./км², превышая среднюю плотность населения по Нью-Йорку более чем в 3,5 раза. В расовом соотношении более 75 % составляли белые. Средний доход на домашнее хозяйство почти в 2 раза превышал средний показатель по городу: $92 219.

## Общественный транспорт
Ленокс-Хилл обслуживается станциями 68th Street — Hunter College линии IRT Нью-Йоркского метрополитена. По состоянию на сентябрь 2012 года в районе действовали автобусные маршруты M1, M2, M3, M4, M66, M72, M98, M101, M102 и M103.

## Галерея

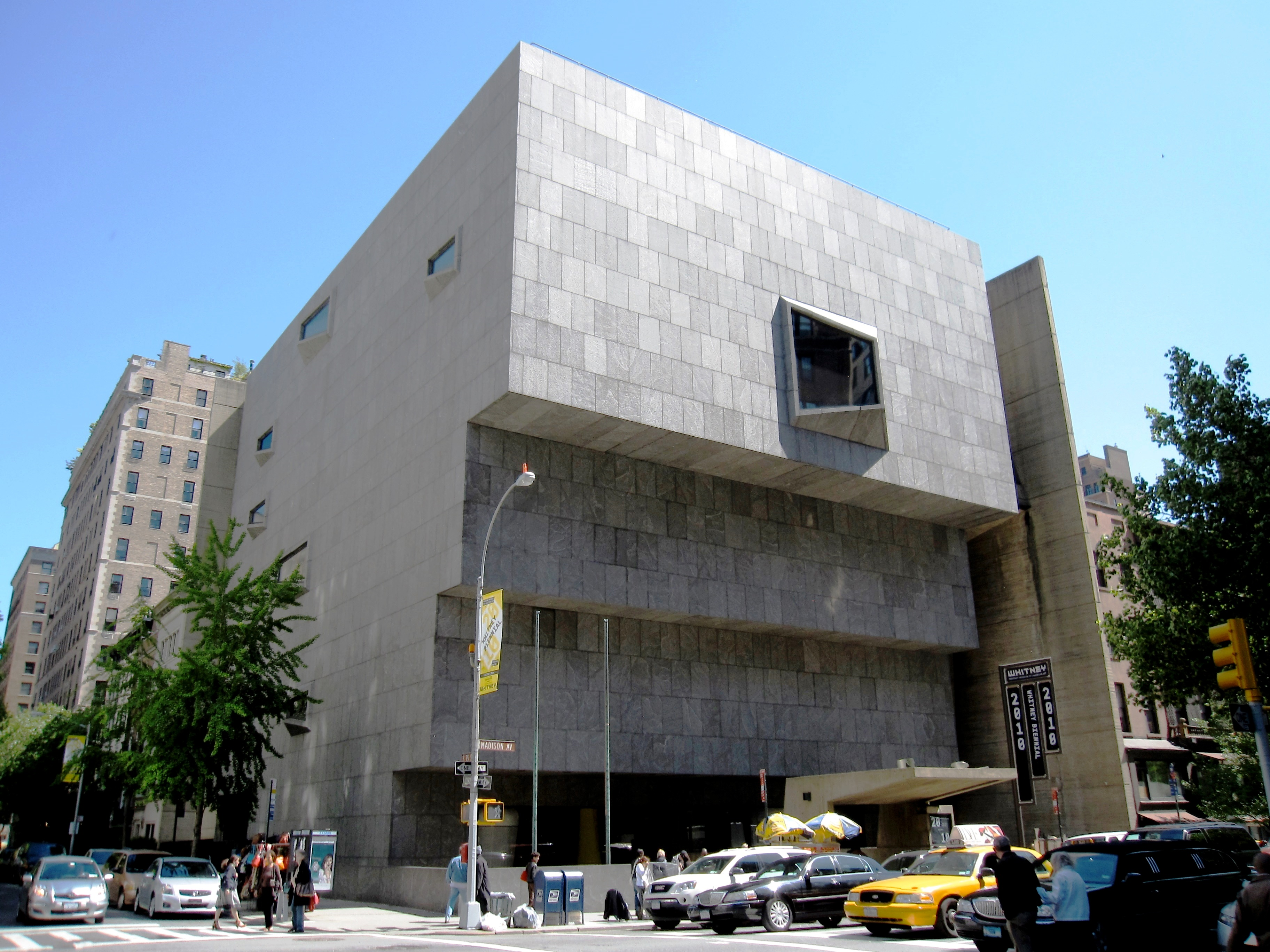
Музей американского искусства Уитни
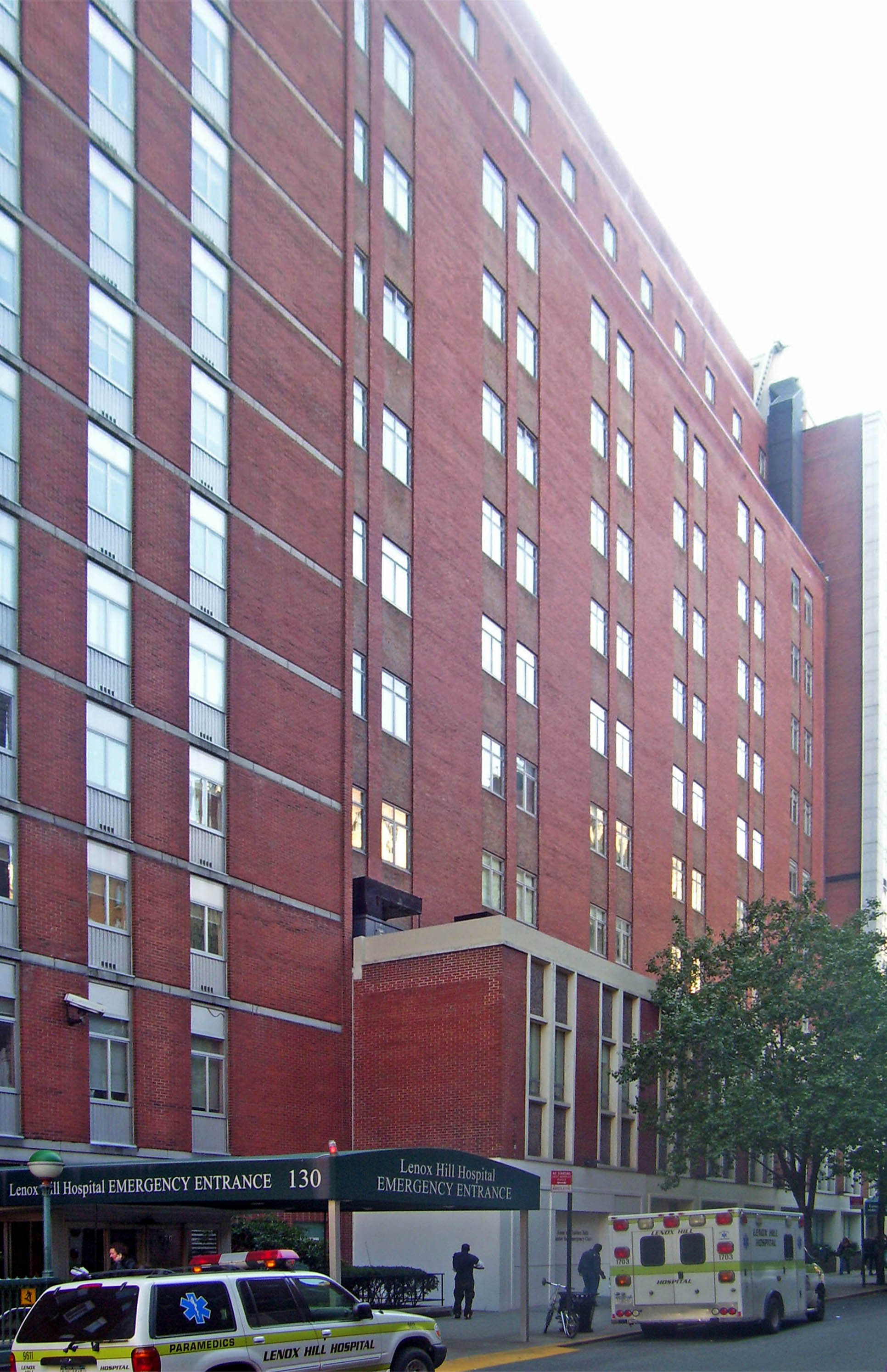
Больница Ленокс-Хилл
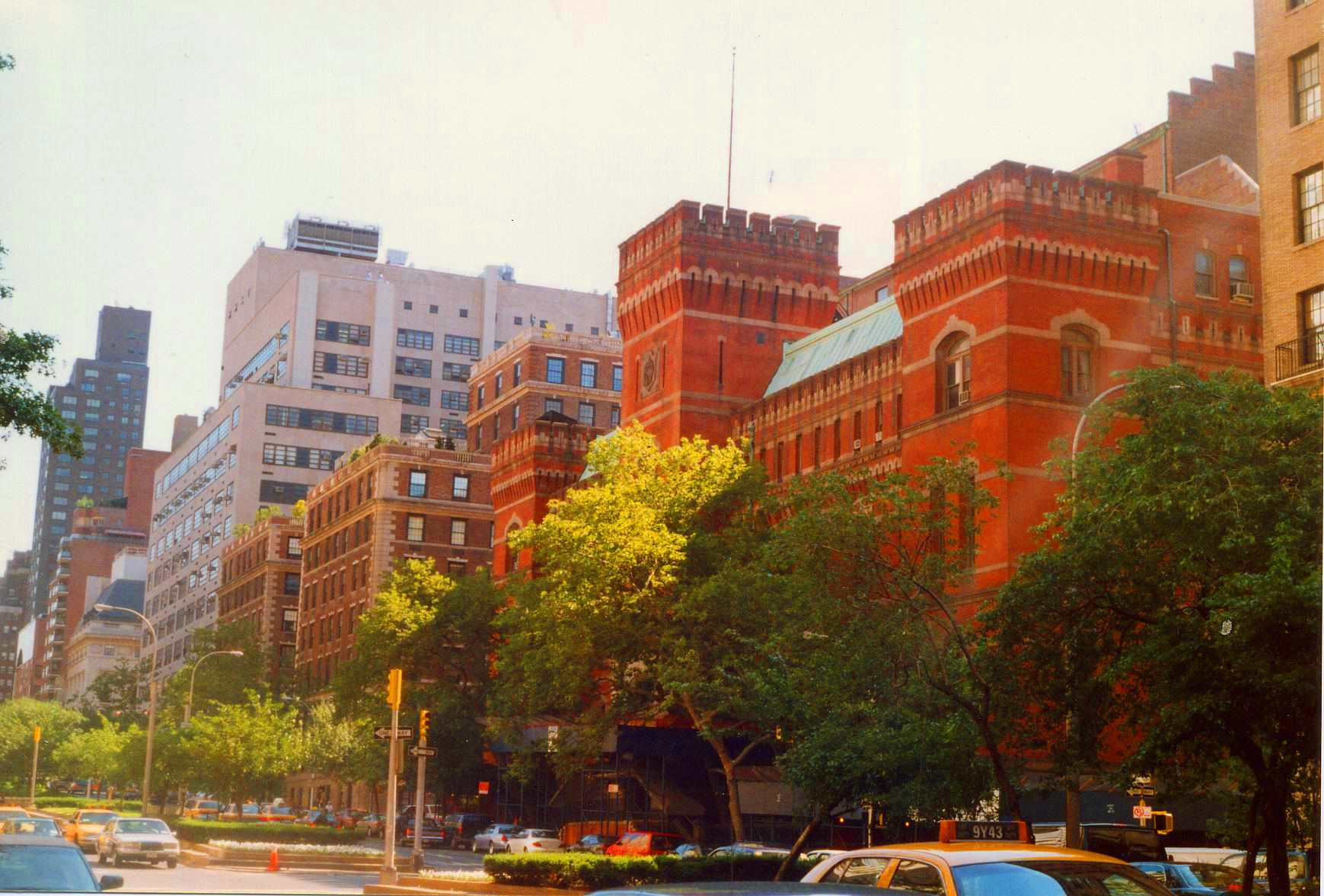
Арсенал 7-го полка
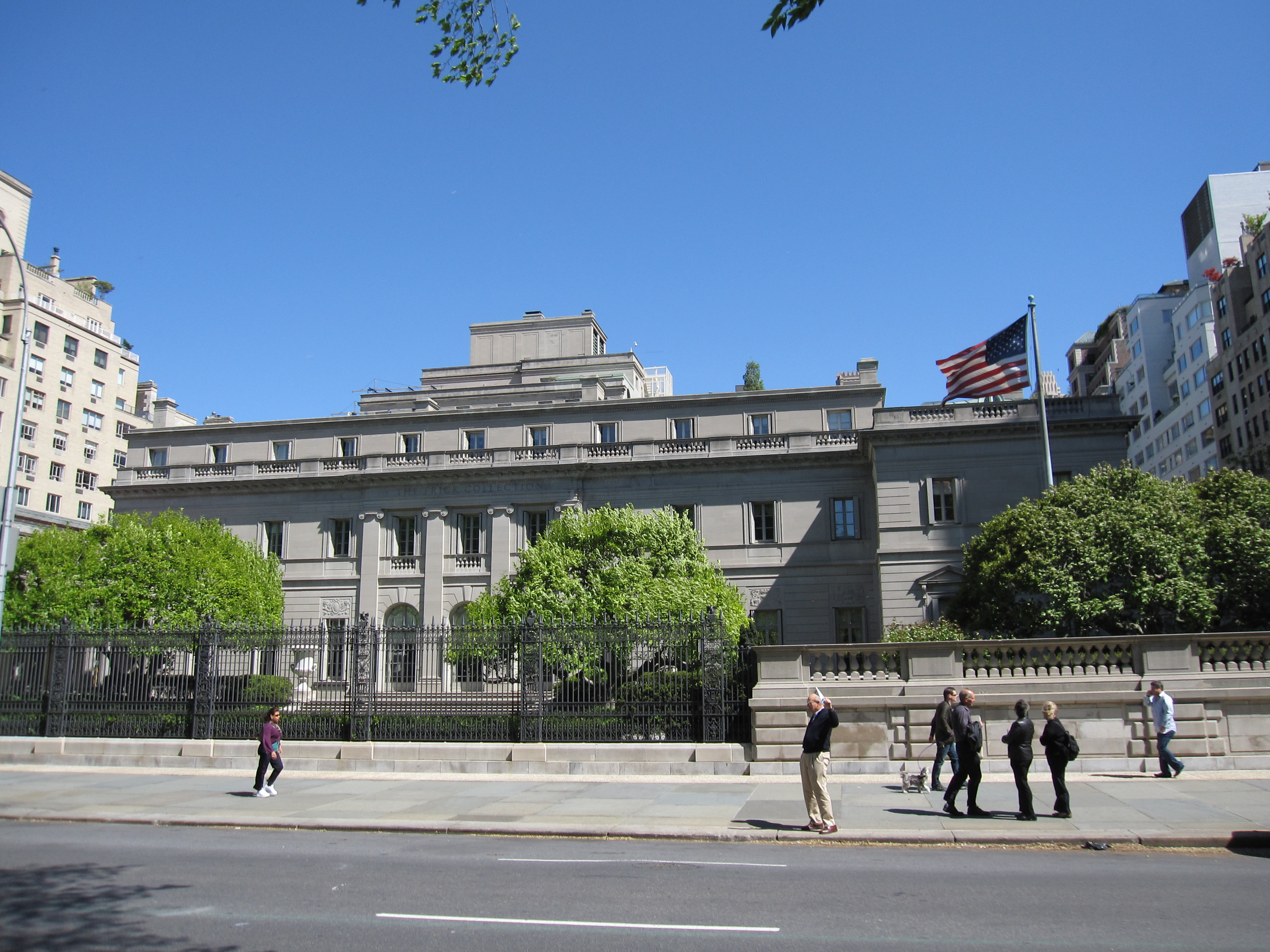
Особняк Генри Фрика